# Église Sainte-Croix de Lyon
Ne doit pas être confondu avec Ancienne église Sainte-Croix de Lyon.
L'église Sainte-Croix est une église catholique située dans le 2e arrondissement de Lyon, en France.
Elle ne doit pas être confondue avec l'ancienne église Sainte-Croix qui faisait partie du groupe cathédral de Lyon et qui a été est détruite pendant la Révolution.

## Histoire
La nouvelle église paroissiale Sainte-Croix de Lyon est voulue par l'abbé Reuil en 1873, année d'érection de la paroisse. La construction débute en 1874.

## Description
Sa façade à trois portes est située entre deux immeubles, au 27 rue de Condé, dans le 2e arrondissement. L'église est de style néo-gothique et son architecte est François Boiron.

## Galerie d'images

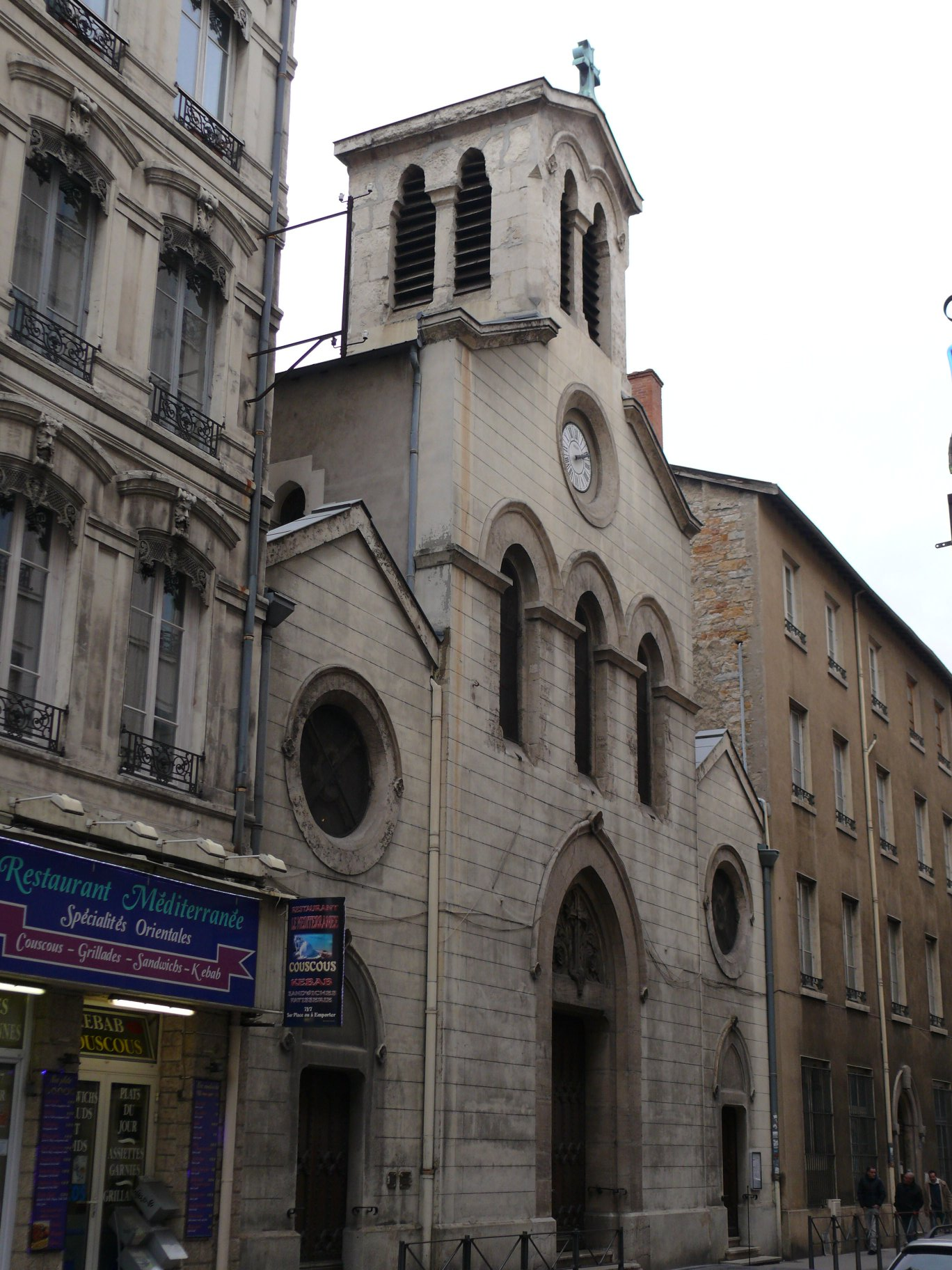
Autre vue de la façade.
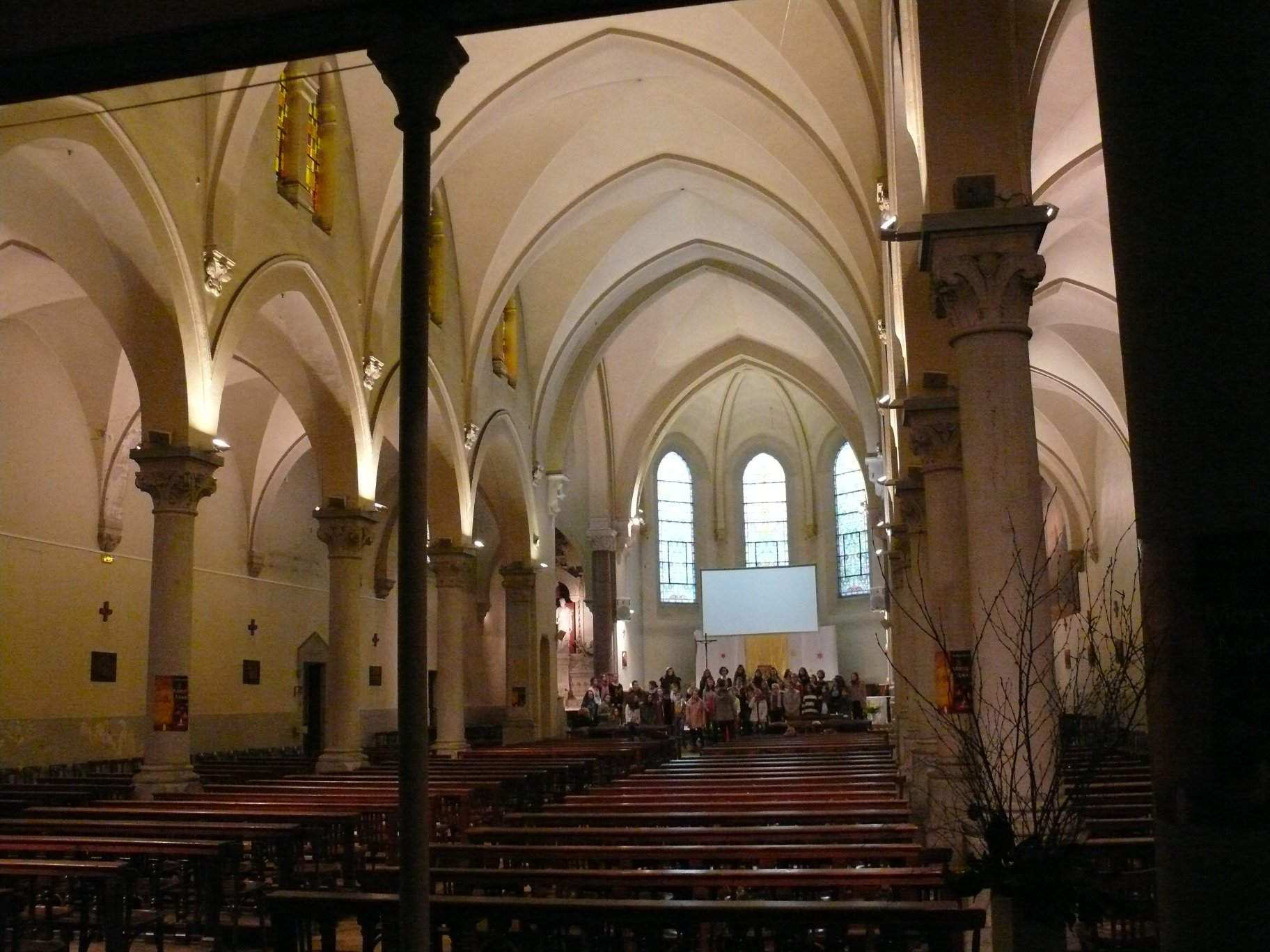
La nef de l'église.
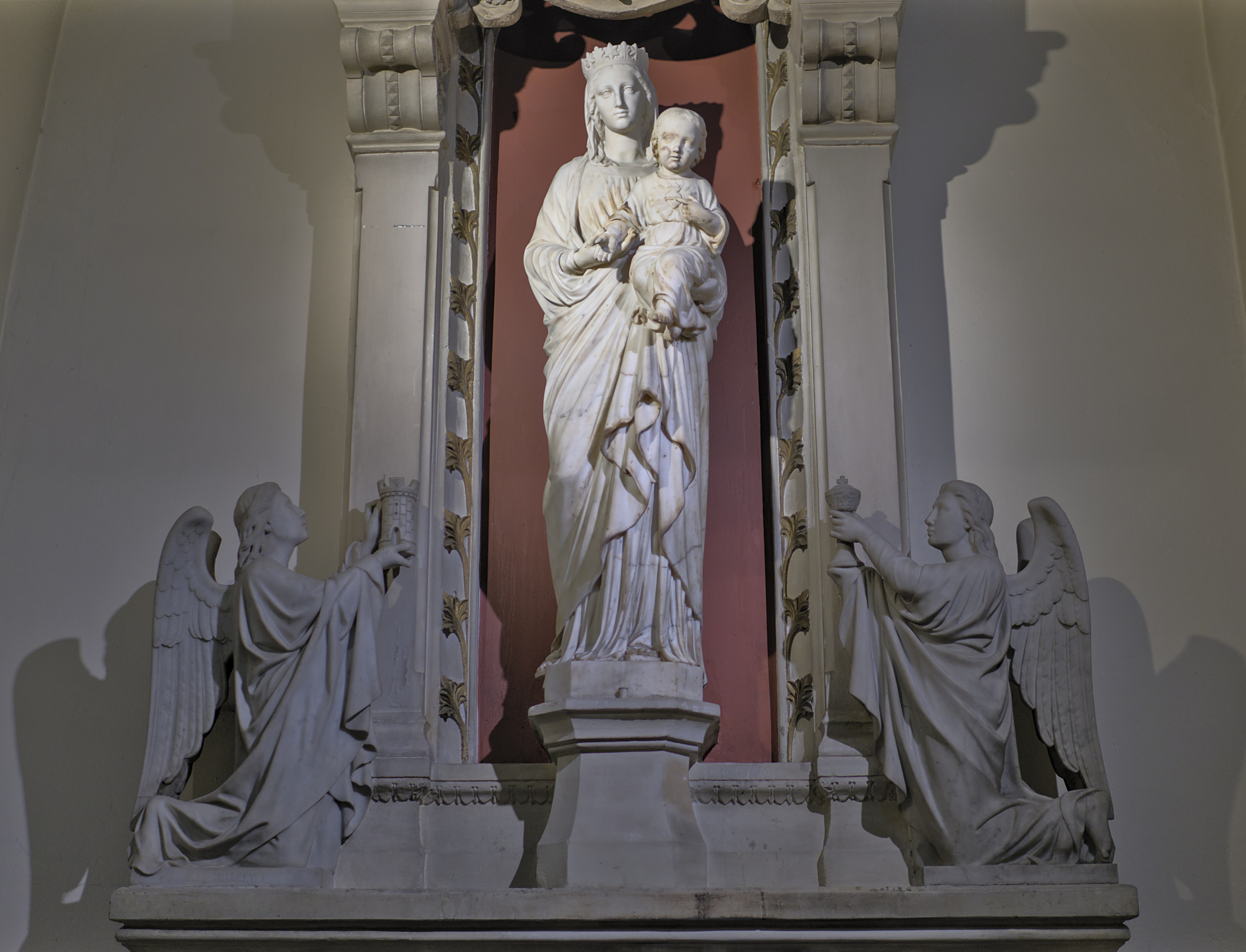
Statue de la Vierge.